# Anthony Avent
Anthony Avent (Rocky Mount, 18 ottobre 1969) è un ex cestista statunitense, professionista nella NBA, in Italia e in Grecia.

## Carriera
È stato selezionato dagli Atlanta Hawks al primo giro del Draft NBA 1991 (15ª scelta assoluta).

## Statistiche

### College
| Anno      | Squadra            | PG  | PT | MP   | TC%  | 3P% | TL%  | RP  | AP  | PRP | SP  | PP   |
| --------- | ------------------ | --- | -- | ---- | ---- | --- | ---- | --- | --- | --- | --- | ---- |
| 1988-1989 | Seton Hall Pirates | 38  | 1  | 10,4 | 45,6 | -   | 65,3 | 3,0 | 0,3 | 0,2 | 0,7 | 4,4  |
| 1989-1990 | Seton Hall Pirates | 28  | 28 | 30,1 | 48,8 | -   | 61,8 | 9,4 | 1,7 | 0,5 | 1,9 | 10,5 |
| 1990-1991 | Seton Hall Pirates | 34  | 34 | 32,8 | 57,7 | -   | 75,0 | 9,9 | 1,6 | 0,9 | 1,2 | 17,8 |
| Carriera  | Carriera           | 100 | 63 | 23,5 | 52,7 | -   | 70,1 | 7,1 | 1,1 | 0,5 | 1,2 | 10,7 |

### NBA

#### Regular Season
| Anno      | Squadra             | PG  | PT  | MP   | TC%  | 3P% | TL%  | RP  | AP  | PRP | SP  | PP  |
| --------- | ------------------- | --- | --- | ---- | ---- | --- | ---- | --- | --- | --- | --- | --- |
| 1992-1993 | Milwaukee Bucks     | 82  | 78  | 27,9 | 43,3 | 0,0 | 65,1 | 6,2 | 1,1 | 0,7 | 0,9 | 9,8 |
| 1993-1994 | Milwaukee Bucks     | 33  | 20  | 21,1 | 40,4 | -   | 77,2 | 4,7 | 1,0 | 0,5 | 0,6 | 7,4 |
| 1993-1994 | Orlando Magic       | 41  | 20  | 16,5 | 34,1 | -   | 63,6 | 4,5 | 0,8 | 0,4 | 0,3 | 3,5 |
| 1994-1995 | Orlando Magic       | 71  | 3   | 15,0 | 43,0 | -   | 64,0 | 4,1 | 0,6 | 0,4 | 0,7 | 3,6 |
| 1995-1996 | Vancouver Grizzlies | 71  | 32  | 22,3 | 38,4 | -   | 74,0 | 5,0 | 1,0 | 0,4 | 0,6 | 5,8 |
| 1998-1999 | Utah Jazz           | 5   | 0   | 8,8  | 30,8 | -   | 50,0 | 2,4 | 0,2 | 0,4 | 0,0 | 1,8 |
| 1999-2000 | L.A. Clippers       | 49  | 3   | 7,7  | 30,2 | -   | 71,9 | 1,5 | 0,2 | 0,3 | 0,3 | 1,7 |
| Carriera  | Carriera            | 352 | 156 | 19,1 | 40,3 | 0,0 | 68,6 | 4,5 | 0,8 | 0,5 | 0,6 | 5,6 |

#### Playoffs
| Anno     | Squadra       | PG | PT | MP   | TC%  | 3P% | TL%  | RP  | AP  | PRP | SP  | PP  |
| -------- | ------------- | -- | -- | ---- | ---- | --- | ---- | --- | --- | --- | --- | --- |
| 1994     | Orlando Magic | 2  | 0  | 20,0 | 46,2 | -   | 87,5 | 5,5 | 0,5 | 0,0 | 0,0 | 9,5 |
| 1995     | Orlando Magic | 7  | 0  | 5,7  | 42,9 | 0,0 | 75,0 | 1,1 | 0,0 | 0,0 | 0,1 | 1,3 |
| Carriera | Carriera      | 9  | 0  | 8,9  | 45,0 | 0,0 | 83,3 | 2,1 | 0,1 | 0,0 | 0,1 | 3,1 |